# Санта Розалија (Палермо)
Санта Розалија је насеље у Италији у округу Палермо, региону Сицилија.
Према процени из 2011. у насељу је живело 168 становника. Насеље се налази на надморској висини од 668 м.